# Sei Putih Tengah
Sei Putih Tengah is een bestuurslaag in het regentschap Medan van de provincie Noord-Sumatra, Indonesië. Sei Putih Tengah telt 9651 inwoners (volkstelling 2010).